# Amphora
Die Amphora ist eine Bezeichnung für verschiedene Hohlmaße.
Die römische Amphora entspricht einem römischen Kubikfuß, entsprechend 26,26 Liter. 20 Amphorae entsprechen einem Culeus (1 Culeus = 160 Congii = 525,20 Liter). Die Amphora ihrerseits wird unterteilt in 8 Congii. Der Congius wird in 6 Sextarii unterteilt, ein Sextarius entspricht 12 Cyathi. 
Unterteilung der Amphora: 1 Amphora = 2 Urnae (1 Urna = 13,13 l) = 8 Congii (1 Congius = 3,2825 l) = 48 Sextarii (1 Sextarius = 0,5471 l) = 96 Heminae (1 Hemina = 0,2735 l) = 192 Quartarii (1 Quartarius = 0,1368 l) = 384 Acetabula (1 Acetabulum = 0,0684 l) = 576 Cyathi (1 Cyathus = 0,0456 l).
Die Amphora war auch ein venezianisches Weinmaß und entsprach 31.961,49 Pariser Kubikzoll (1 Liter ≈ 50,412438 Pariser Kubikzoll) = 634 Liter.
Die Maßkette war
- 1 Amphora = 4 Biconzia/Bigonca = 8 Conzi/Mastelli = 8 Secchia/Sacchi/Secchy = 192 Bozzie/Bozze = 512 Boccali = 768 Quartuzzi
- 1 Amphora = 9 Eimer plus 20 Quart (preußisch) (9 Eimer plus 13 ½  Quart (preußisch[1])) = 640 Liter
- 7 Secchia Schenkmaß entsprach 8 Secchia Zollmaß
- 1 Secchia (Zollmaß) = 9,879 Liter
- 1 Secchia (Schenkmaß) = 4 Bozzi = 10,731 Liter

Die Amphora fand auch als Schiffsmaß Anwendung und wurde wie die Tonne gerechnet.